# Claire Trevor
Claire Trevor (født Wemlinger; 8. marts 1910, død 8. april 2000) var en amerikansk teater,- tv- og filmskuespiller.

## Liv
Claire Wemlinger blev født i New York. Hun er blandt andet kendt som "Dronningen af Film noir" for sine mange roller i denne filmgenre.

## Udvalgt filmografi
- Dead End (1937)
- Diligencen (1939)
- Farvel min elskede (1944, efter en roman af Raymond Chandler)
- Uvejrsøen Key Largo (1948, Oscar for bedste kvindelige birolle)
- The High and the Mighty (1954)